# Área metropolitana de Pittsfield
El Área Estadística Metropolitana de Pittsfield, MA MSA como la denomina oficialmente la Oficina de Administración y Presupuesto, es un Área Estadística Metropolitana que abarca el condado Berkshire del estado estadounidense de Massachusetts. El área metropolitana tiene una población de 131.219 habitantes según el Censo de 2010, convirtiéndola en la 294.º área metropolitana más poblada de los Estados Unidos.

## Principales comunidades del área metropolitana
Ciudad principal 
- Pittsfield